# Sidoumoukar
Sidoumoukar är en ort i Burkina Faso.   Den ligger i regionen Sud-Ouest, i den sydvästra delen av landet, 290 km sydväst om huvudstaden Ouagadougou. Sidoumoukar ligger 332 meter över havet och antalet invånare är 303.
Terrängen runt Sidoumoukar är platt. Närmaste större samhälle är Gaoua, 6,0 km söder om Sidoumoukar.
Omgivningarna runt Sidoumoukar är en mosaik av jordbruksmark och naturlig växtlighet. Runt Sidoumoukar är det ganska tätbefolkat, med 62 invånare per kvadratkilometer.